# Дросия (Кожанско)
Дросия (на гръцки: Δροσιά) е бивше село в Егейска Македония, Гърция, дем Кожани, област Западна Македония.

## География
Селото е било разположено в югозападните склонове на Каракамен (Вермио).

## История
Дросия е колибарско селище, регистрирано за пръв път на 14 март 1972 година като част от община Ексохи (Баракли). На 14 юни 1982 година е закрито и присъединено към Ексохи.
| Година    | 1913 | 1920 | 1928 | 1940 | 1951 | 1961 | 1971 | 1981 | 1991 | 2001 | 2011 | 2021 |
| --------- | ---- | ---- | ---- | ---- | ---- | ---- | ---- | ---- | ---- | ---- | ---- | ---- |
| Население |      |      |      |      |      |      | 0    |      |      |      |      |      |